# Miss Universe
Der Miss-Universe-Wettbewerb ist ein seit 1952 durchgeführter Schönheitswettbewerb, dessen Gewinnerin für ein Jahr den Titel Miss Universe führt. Er wurde von dem US-amerikanischen Textilunternehmen Pacific Mills als Konkurrenz zur Miss World gegründet.

## Geschichte
Der Wettbewerb wurde ins Leben gerufen, nachdem Yolande Betbeze sich nach ihrer Kür zur Miss America 1951 aus Gründen der Züchtigkeit geweigert hatte, wie von den Veranstaltern und Sponsoren vorgesehen, im Badeanzug für Fotografen zu posieren. Einer der Hauptsponsoren, der zum Konzern Pacific Mills gehörende Bademodenhersteller Catalina, rief daraufhin zwei eigene Wettbewerbe ins Leben, neben der Wahl zur Miss USA nämlich auch den zur Miss Universe, bei dem die schönste Frau der Welt ermittelt werden sollte.
Die erste Wahl zur Miss Universe fand 1952 in Fontana (Kalifornien) statt, zur ersten Titelträgerin wurde die siebzehnjährige Finnin Armi Kuusela gekürt. Bis zum Jahr 1958 war der Titel jedoch auf das Folgejahr datiert, sodass offiziell Kuusela die Miss Universe 1953 war. 1955 wurde der Wettbewerb erstmals im Fernsehen übertragen.
Bis 1959 fand der Wettbewerb in Kalifornien statt, von 1959 bis 1971 dann in Miami Beach, Florida. 1972 fand am Wahlort Dorado in Puerto Rico die erste Wahl außerhalb der kontinentalen Vereinigten Staaten statt. Im Jahr darauf war in Athen die bislang einzige Miss-Universe-Wahl auf europäischem Boden. In der Folge wechselte der Veranstaltungsort jährlich von Land zu Land; manche Städte kamen bereits des Öfteren zum Zug.
Im Jahr 1996 kaufte Donald Trump den Contest von der ITT Corporation. 1998 wurde der Firmensitz des Veranstalters Miss Universe Organization von Los Angeles nach New York City verlegt. CBS, die die Show seit 1960 im Fernsehen gesendet hatte, tat dies bis 2002. Im Jahr 2003 erwarb NBC die Sendungsrechte an dem Wettbewerb.
Im Juni 2015 stornierte NBC alle Geschäftsbeziehungen mit Trump und der Miss Universe Organization als Reaktion auf Trumps Aussagen über illegale Einwanderer, die die Grenze von Mexiko aus überschritten hatten. Im September 2015 kaufte Trump die 50-% -Beteiligung von NBC an dem Unternehmen und wurde damit zum alleinigen Eigentümer des Unternehmens. Drei Tage später verkaufte er den Wettbewerb an die William Morris Agency und die International Management Group. Nach dem Eigentümerwechsel erhielten Fox und Azteca América im Oktober 2015 die Sendungsrechte. Die derzeitige Präsidentin der Miss Universe Organization ist Paula Shugart, die diese Position seit 1997 innehat. 2022 erwarb die thailändische Unternehmerin Anne Jakapong Jakrajutatip (bzw. ihr Konzern JKN Global Group) das Unternehmen samt Rechten.

## Liste der Siegerinnen
| Jahr | Name                   | Land                    | Ort der Wahl                                |
| ---- | ---------------------- | ----------------------- | ------------------------------------------- |
| 1952 | Armi Kuusela           | Finnland                | Long Beach, Kalifornien, Vereinigte Staaten |
| 1953 | Christiane Martel      | Frankreich              | Long Beach, Vereinigte Staaten              |
| 1954 | Miriam Stevenson       | Vereinigte Staaten      | Long Beach, Vereinigte Staaten              |
| 1955 | Hillevi Rombin         | Schweden                | Long Beach, Vereinigte Staaten              |
| 1956 | Carol Morris           | Vereinigte Staaten      | Long Beach, Vereinigte Staaten              |
| 1957 | Gladys Zender          | Peru                    | Long Beach, Vereinigte Staaten              |
| 1958 | Luz Marina Zuluaga     | Kolumbien               | Long Beach, Vereinigte Staaten              |
| 1959 | Akiko Kojima           | Japan                   | Long Beach, Vereinigte Staaten              |
| 1960 | Linda Bement           | Vereinigte Staaten      | Miami Beach, Florida, Vereinigte Staaten    |
| 1961 | Marlene Schmidt        | BR Deutschland          | Miami Beach, Vereinigte Staaten             |
| 1962 | Norma Nolan            | Argentinien             | Miami Beach, Vereinigte Staaten             |
| 1963 | Ieda Maria Vargas      | Brasilien               | Miami Beach, Vereinigte Staaten             |
| 1964 | Corinna Tsopei         | Griechenland            | Miami Beach, Vereinigte Staaten             |
| 1965 | Apasra Hongsakula      | Thailand                | Miami Beach, Vereinigte Staaten             |
| 1966 | Margareta Arvidsson    | Schweden                | Miami Beach, Vereinigte Staaten             |
| 1967 | Sylvia Hitchcock       | Vereinigte Staaten      | Miami Beach, Vereinigte Staaten             |
| 1968 | Martha Vasconcellos    | Brasilien               | Miami Beach, Vereinigte Staaten             |
| 1969 | Gloria Diaz            | Philippinen             | Miami Beach, Vereinigte Staaten             |
| 1970 | Marisol Malaret        | Puerto Rico             | Miami Beach, Vereinigte Staaten             |
| 1971 | Georgina Rizk          | Libanon                 | Miami Beach, Vereinigte Staaten             |
| 1972 | Kerry Anne Wells       | Australien              | Dorado, Puerto Rico                         |
| 1973 | Maria Margarita Moran  | Philippinen             | Athen, Griechenland                         |
| 1974 | Amparo Muñoz           | Spanien                 | Manila, Philippinen                         |
| 1975 | Anne Marie Pohtamo     | Finnland                | San Salvador, El Salvador                   |
| 1976 | Rina Mor-Goder         | Israel                  | Hongkong                                    |
| 1977 | Janelle Commissiong    | Trinidad und Tobago     | Santo Domingo, Dominikanische Republik      |
| 1978 | Margarett Gardiner     | Südafrika               | Acapulco, Mexiko                            |
| 1979 | Maritza Sayalero       | Venezuela               | Perth, Australien                           |
| 1980 | Shawn Weatherly        | Vereinigte Staaten      | Seoul, Südkorea                             |
| 1981 | Irene Sáez             | Venezuela               | New York, N.Y., Vereinigte Staaten          |
| 1982 | Karen Dianne Baldwin   | Kanada                  | Lima, Peru                                  |
| 1983 | Lorraine Downes        | Neuseeland              | St. Louis, Missouri, Vereinigte Staaten     |
| 1984 | Yvonne Ryding          | Schweden                | Miami, Florida, Vereinigte Staaten          |
| 1985 | Deborah Carthy-Deu     | Puerto Rico             | Miami, Vereinigte Staaten                   |
| 1986 | Bárbara Palacios Teyde | Venezuela               | Ciudad de Panamá, Panama                    |
| 1987 | Cecilia Bolocco        | Chile                   | Singapur                                    |
| 1988 | Porntip Nakhirunkanok  | Thailand                | Taipeh, Taiwan                              |
| 1989 | Angela Visser          | Niederlande             | Cancún, Mexiko                              |
| 1990 | Mona Grudt             | Norwegen                | Los Angeles, California, Vereinigte Staaten |
| 1991 | Lupita Jones           | Mexiko                  | Las Vegas, Nevada, Vereinigte Staaten       |
| 1992 | Michelle McLean        | Namibia                 | Bangkok, Thailand                           |
| 1993 | Dayanara Torres        | Puerto Rico             | Ciudad de México, Mexiko                    |
| 1994 | Sushmita Sen           | Indien                  | Manila, Philippinen                         |
| 1995 | Chelsi Smith           | Vereinigte Staaten      | Windhoek, Namibia                           |
| 1996 | Alicia Machado         | Venezuela               | Las Vegas, Nevada, Vereinigte Staaten       |
| 1997 | Brook Mahealani Lee    | Vereinigte Staaten      | Miami Beach, Vereinigte Staaten             |
| 1998 | Wendy Fitzwilliam      | Trinidad und Tobago     | Honolulu, Hawaii, Vereinigte Staaten        |
| 1999 | Mpule Kwelagobe        | Botswana                | Chaguaramas, Trinidad und Tobago            |
| 2000 | Lara Dutta             | Indien                  | Nikosia, Zypern                             |
| 2001 | Denise Quiñones        | Puerto Rico             | Bayamón, Puerto Rico                        |
| 2002 | Oxana Fjodorowa 1      | Russland                | San Juan, Puerto Rico                       |
| 2002 | Justine Pasek 1        | Panama                  | San Juan, Puerto Rico                       |
| 2003 | Amelia Vega            | Dominikanische Republik | Ciudad de Panamá, Panama                    |
| 2004 | Jennifer Hawkins       | Australien              | Quito, Ecuador                              |
| 2005 | Natalie Glebova        | Kanada                  | Bangkok, Thailand                           |
| 2006 | Zuleyka Rivera         | Puerto Rico             | Los Angeles, Vereinigte Staaten             |
| 2007 | Riyo Mori              | Japan                   | Ciudad de México, Mexiko                    |
| 2008 | Dayana Mendoza         | Venezuela               | Nha Trang, Vietnam                          |
| 2009 | Stefanía Fernández     | Venezuela               | Nassau, Bahamas                             |
| 2010 | Ximena Navarrete       | Mexiko                  | Las Vegas, Vereinigte Staaten               |
| 2011 | Leila Lopes            | Angola                  | São Paulo, Brasilien                        |
| 2012 | Olivia Culpo           | Vereinigte Staaten      | Las Vegas, Vereinigte Staaten               |
| 2013 | Gabriela Isler         | Venezuela               | Moskau, Russland                            |
| 2014 | Paulina Vega           | Kolumbien               | Doral, Vereinigte Staaten                   |
| 2015 | Pia Wurtzbach 2        | Philippinen             | Las Vegas, Vereinigte Staaten               |
| 2016 | Iris Mittenaere        | Frankreich              | Manila, Philippinen                         |
| 2017 | Demi-Leigh Nel-Peters  | Südafrika               | Las Vegas, Vereinigte Staaten               |
| 2018 | Catriona Gray          | Philippinen             | Bangkok, Thailand                           |
| 2019 | Zozibini Tunzi         | Südafrika               | Atlanta, Vereinigte Staaten                 |
| 2020 | Andrea Meza            | Mexiko                  | Florida, Vereinigte Staaten                 |
| 2021 | Harnaaz Sandhu         | Indien                  | Eilat, Israel                               |
| 2022 | R’Bonney Gabriel       | Vereinigte Staaten      | New Orleans, Vereinigte Staaten             |
| 2023 | Sheynnis Palacios      | Nicaragua               | San Salvador, El Salvador                   |
| 2024 | Victoria Kjær Theilvig | Dänemark                | Ciudad de México, Mexiko                    |

## Namensgleiche Titel 1926–1935
Zwei Vorläufer gleichen Namens gab es bereits drei Jahrzehnte früher:

### „International Pageant of Pulchritude“ in Galveston
Der erste Wettbewerb wurde 1920 von lokalen Geschäftsleuten im texanischen Küstenstädtchen Galveston ins Leben gerufen, um Touristen anzulocken. Es handelte sich zunächst um einen nationalen Badeanzug-Wettbewerb (Annual Bathing Girl Revue) in Konkurrenz zur Miss America, die in Atlantic City gewählt wurde. Die Siegerin von Galveston erhielt den Titel Miss Sunshine (laut Schärpen-Aufschrift).
Erst 1926 wurde die Veranstaltung auch als International Pageant of Pulchritude bezeichnet und der Titel Miss Universe vergeben. Als erste Ausländerinnen nahmen je eine Bewerberin aus Mexiko und Winnipeg (Kanada) teil. Die erste nicht amerikanische Gewinnerin des Titels Miss Universe war 1929 Lisl Goldarbeiter aus Österreich. Weiterhin kamen jedoch mehr als drei Viertel der Kandidatinnen aus den Vereinigten Staaten.
| Jahr | Datum     | Siegerin          | Land                 | Bewerbungen                          |
| ---- | --------- | ----------------- | -------------------- | ------------------------------------ |
| 1926 | 17. Mai   | Catherine Moylan  | Dallas, Texas, USA A | 37 aus den USA und 2 Ausländerinnen  |
| 1927 | 23. Mai   | Dorothy Britton   | Vereinigte Staaten   | 29 aus den USA und 8 Ausländerinnen  |
| 1928 | 4. Juni   | Ella Van Hueson   | Vereinigte Staaten   | 32 aus den USA und 10 Ausländerinnen |
| 1929 | 11. Juni  | Lisl Goldarbeiter | Österreich           | 27 aus den USA und 9 Ausländerinnen  |
| 1930 | 5. August | Dorothy Dell Goff | Vereinigte Staaten   | 32 aus den USA und 7 Ausländerinnen  |
| 1931 | 16. Juni  | Netta Duchâteau   | Belgien              | 28 aus den USA und 8 Ausländerinnen  |

### „Concours international de beauté“ in Europa und Südamerika
Ab 1930 gab es außerdem einen Concours international de beauté, auf dem ebenfalls der Titel Miss Universe (bzw. französisch Miss Univers) vergeben wurde. Dieser Wettbewerb fand in unregelmäßigen Abständen außerhalb der USA statt: 1930 in Rio de Janeiro (Brasilien), 1932 in Spa (Belgien), 1935 während der Weltausstellung in Brüssel (Belgien).
| Jahr    | Datum               | Siegerin            | Land                | Ort der Wahl              | Bewerbungen         |
| ------- | ------------------- | ------------------- | ------------------- | ------------------------- | ------------------- |
| 1930    | 13. Oktober         | Yolanda Pereira     | Brasilien           | Rio de Janeiro, Brasilien | 26                  |
| 1931    | nicht ausgetragen B | nicht ausgetragen B | nicht ausgetragen B | nicht ausgetragen B       | nicht ausgetragen B |
| 1932    | 31. Juli            | Keriman Halis       | Türkei              | Spa, Belgien              | 28                  |
| 1933–34 | nicht ausgetragen   | nicht ausgetragen   | nicht ausgetragen   | nicht ausgetragen         | nicht ausgetragen   |
| 1935    | 29. September       | Charlotte Wassef    | Ägypten             | Brüssel, Belgien          | 28 (30) C           |

Nicht zu verwechseln mit der Schönheitskonkurrenz ist ein gleichnamiger Titel im Bodybuilding, wo er von den konkurrierenden Verbänden NABBA und N.A.B.B.A. International Inc. in verschiedenen Kategorien vergeben wird.